# Andrena coactipostica
Andrena coactipostica là một loài Hymenoptera trong họ Andrenidae. Loài này được Viereck mô tả khoa học năm 1917.